# ヴォルフガング・エヴァルト
ヴォルフガング・エヴァルト（ドイツ語: Wolfgang Ewald、1911年3月26日 - 1995年2月24日）は、ドイツの陸軍軍人、空軍軍人、撃墜王。最終階級は国防軍空軍少佐、連邦軍空軍中佐。第二次世界大戦では総撃墜数78機を記録したエース・パイロットとして知られる。

## 経歴
エヴァルトはコンドル軍団に所属しスペイン内戦に従軍している。
第二次世界大戦では第52戦闘航空団と第3戦闘航空団に所属しており、JG52では第I飛行隊の、JG3では第III飛行隊の飛行隊長を務めた。
1943年7月、クルスクの戦い中にソヴィエトとの戦闘により撃墜され、1949年まで捕虜となった。

## 叙勲
- パイロット章
- 空軍前線飛行章
- 空軍名誉杯 (1942年9月21日)
- 鉄十字章
  - 二級鉄十字勲章1939年章
  - 一級鉄十字勲章1939年章
- ドイツ十字章
  - ドイツ十字章金章 (1942年10月3日)[1]
- 騎士鉄十字章
  - 騎士鉄十字章 (1942年12月9日)[2]